# Брага (Риу-Гранди-ду-Сул)
Брага (порт. Braga) — муниципалитет в Бразилии, входит в штат Риу-Гранди-ду-Сул. Составная часть мезорегиона Северо-запад штата Риу-Гранди-ду-Сул. Входит в экономико-статистический микрорегион Трес-Пасус. Население составляет 3826 человек на 2007 год. Занимает площадь 128,992 км². Плотность населения — 28,4 чел./км².

## История
Город основан 15 декабря 1965 года.

## Статистика
- Валовой внутренний продукт на 2003 составляет 31.708.235,00 реалов (данные: Бразильский институт географии и статистики).
- Валовой внутренний продукт на душу населения на 2003 составляет 8.115,75 реалов (данные: Бразильский институт географии и статистики).
- Индекс развития человеческого потенциала на 2000 составляет 0,703 (данные: Программа развития ООН).